# Роминешть (Бакеу)
Роминешть, Роминешті (рум. Românești) — село у повіті Бакеу в Румунії. Входить до складу комуни Берешть-Тазлеу.
Село розташоване на відстані 232 км на північ від Бухареста, 21 км на південний захід від Бакеу, 102 км на південний захід від Ясс, 123 км на північний схід від Брашова.

## Населення
За даними перепису населення 2002 року у селі проживали 479 осіб, з них 478 осіб (99,8%) румунів. Рідною мовою 478 осіб (99,8%) назвали румунську.